# Maki Ishii
Maki Ishii (石井 眞木, Ishii Maki), né le 28 mai 1936, décédé le 8 avril 2003, est un compositeur et chef d'orchestre japonais, frère du compositeur Kan Ishii.

## Biographie
Né à Tokyo, Maki Ishii est le troisième fils du danseur et chorégraphe Baku Ishii et de l'actrice Yae Ishii. Son frère est le compositeur Kan Ishii. Ishii étudie la composition en leçons particulières auprès d'Akira Ifukube et Tomojiro Ikenouchi et la direction d'orchestre avec Watanabe de 1952 à 1958 à Tokyo puis s'installe à Berlin où il continue ses études à l'Université des arts de Berlin auprès de Boris Blacher et Josef Rufer. Il rentre au Japon en 1962.
En 1969, il est invité par le service allemand d'échanges universitaires dans le cadre du « programme des artistes à Berlin ». Il joue depuis un rôle actif en tant que compositeur et chef d'orchestre à Berlin et Tokyo.
Sa musique est jouée par le groupe de taiko Kodō et il compose pour des instruments japonais ainsi que pour orchestre symphonique et autres instruments occidentaux.
Il meurt à Kashiwa dans la préfecture de Chiba, au centre national du cancer de Kashiwa  cancer de la thyroïde le 8 avril 2003, à l'âge de 66 ans.

## Musique
Ses premières compositions sont caractérisées par la musique sérielle et autres techniques de composition d'Europe occidentale dans les années 1950 et 1960. Dans les années 1960, il découvre la musique traditionnelle japonaise pour ses compositions et à partir de cette époque, celles-ci sont dominées par la confrontation entre les méthodes européennes de composition et des éléments de l'univers sonore de la musique japonaise traditionnelle.
Son catalogue compte environ 130 œuvres, allant du solo de harpe au grand orchestre.

## Œuvres (sélection)
- 1976 : Black Intention I, pour flûte à bec
- 1976 : Monochrome, pour tambours et gongs japonais
- 1976 : Mono-Prism, pour tambours japonais et orchestre
- 1984 : Poème symphonique GIOH, op. 60
- 1985/1986 : Kaguyahime, (輝夜姫, La Princesse qui brille la nuit), ballet, 8 tambours japonais, 8 joueurs de tambour et 3 joueurs de gagaku
- 1999 : Tojirareta Fune (閉じられた船, Le Navire sans yeux), opéra de chambre.

## Prix et distinctions
- 1977 : Prix Otaka, Tokyo, (orchestre symphonique de la NHK)
- 1986 : Grand prix du 4e prix de musique Nakajima, (Tokyo)
- 1987 : Prix de la critique allemande, (catégorie musique)
- 1990 : Grand prix du 5e prix de musique de Kyoto
- 1999 : Médaille d'honneur au ruban pourpre, décernée par l'empereur du Japon)

## Discographie
- Poème symphonique GIOH, op. 60 ; Enregistré en 1988 chez DENON, The Contemporary Music of Japan, COCO-70960, Kazuhiro Koizumi à la tête de l'orchestre symphonique de Kyoto, Akao Michiko, Yokobue, flûte japonaise traditionnelle.